# 1647 az irodalomban
Az 1647. év az irodalomban.

## Publikációk
- Baltasar Gracián maximáinak gyűjteménye: Oráculo manual y arte de prudencia (Az életbölcsesség kézikönyve).[1]

## Születések
- augusztus 12. – Eberhard Werner Happel német író, a 17. század utolsó évtizedeinek egyik népszerű regény- és történetírója († 1690)
- augusztus – Kocsi Csergő Bálint református tanár, a magyarországi barokk gályarab-irodalom egyik jeles írója. († 1698)
- november 18. – Pierre Bayle francia filozófus, valláskritikus († 1706)

## Halálozások
- május 21. – Pieter Corneliszoon Hooft költő, történetíró, a németalföldi reneszánsz képviselője (* 1581)
- ? – Grigore Ureche moldvai krónikaíró (* 1590)